# 古田会议纪念馆
古田会议纪念馆，位于福建省龙岩市上杭县古田镇古田路76号，是依托古田会议会址建立的全面介绍古田会议历史和宣传古田会议精神，集文物收藏、资料研究、宣传教育于一体的专题类博物馆，是龙岩市人民政府直属正处级参照公务员法管理的事业单位。

## 历史
最先提议维修古田会议会址的是原南京军区副政委陈茂辉（上杭旧县人）。1953年夏，陈茂辉返乡探亲，专程瞻仰古田会议会址，见环境杂乱、道路坑洼、围墙残缺，院内杂草丛生，柱子上拴着几头水牛，唯有当年的红军标语“保护学校”四个大字提示着这里的历史。回到南京后，陈茂辉立即致信国务院，汇报古田会议会址现状，建议修复，迅速得到国务院领导批示，并转福建省人民政府，要求尽快调查核实此事。后来，福建省、龙岩地区、上杭县成立了工作组，调查研究古田会议会址的复原、开放等问题，并将结果上报中央审查。中央审查后，拨专款维修古田会议会址。1961年3月，国务院将古田会议会址公布为第一批全国重点文物保护单位。
1964年3月初，福建省人民委员会省长魏金水指示，以福建省文化厅为主，会同福建省军区、福建省民政厅、龙岩专署组成“古田会议旧址修缮复原陈列规划工作小组”，要求在古田会议35周年纪念活动前完成修复陈列工作。1964年3月16日，以福建省文管会秘书韩阅书为组长的工作组抵达古田，召开筹备会议，解决古田会议会址、红四军政治部、司令部等的复原问题，并召开当地干部群众座谈会，了解旧址原貌。8月9日，中共龙岩地委领导在古田召开古田会议会址维修工程现场会，指定由福建省七建公司承担古田会议会址、红四军政治部、司令部、阅兵台等的修缮复原工程。12月底，修缮工程全部完工，维修费共计4544元人民币。1964年9月，对古田公社新建在古田会议会址旁边的一幢礼堂和会址旁的一座民房进行拆迁；并对中华人民共和国成立后建在会址旁的一座烈士墓进行搬迁，共花费37128元人民币。1965年，正值古田会议召开36周年之际，古田会议会址对外开放。古田会议会址内有关于古田会议内容的辅助陈列，成为后来古田会议纪念馆展陈的雏形。
1960年全军政治工作会议上，毛泽东亲自提出“古田会议永放光芒”，并写进全军政治工作会议《决议》中。1969年福建省革命委员会为纪念古田会议召开40周年，准备筹建古田会议陈列馆，从福建省各地抽调60余名工作人员，其中美工组有5到6人，来自永定文化馆的美工廖春则被分配到筹备组中的陈列组。鉴于古田会议会址背后空荡，古田会议陈列馆人员认为可将“古田会议永放光芒”这8个字竖立在会址后山。有人从画报上见到毛泽东用毛笔题写了“遵义会议”四个大字，乃向陈列馆筹备组工作人员提议，也请毛泽东为古田会议写几个字。筹备组行政领导乃以筹备组名义致信毛泽东请求题字，不久中央有关负责人回电称毛泽东很忙，请筹备组自行安排人员书写。根据中央指示，筹备组给每位美工发纸书写“古田会议永放光芒”8个大字，廖春的字被选中。随后廖春奉命制作大字样，放在陈列馆让同事们观看后提出修改意见，根据这些意见对一些画条边作了修改。
但中共龙岩地委有关人员认为，将“古田会议永放光芒”8个大字竖立在会址后山，会破坏旧址原貌。古田会议陈列馆乃协调上级，一致认为如不竖这8个大字，建议在《解放军报》上刊发消息说明不竖的理由。经反复磋商，中共龙岩地委仍不赞同，并建议将这8个大字竖立在会址旁边的阅兵台，或在陈列馆后方。最后在陈列馆坚持下，中共龙岩地委默认将8个大字竖立在会址后山上，即如今的位置。这8个大字字样送到福州一搪瓷厂，制成3米见方的搪瓷字，用水泥钢筋作基础，竖立在会址正后方。
1970年4月30日晚，在人民大会堂举行的“五一”国际劳动节纪念晚会上，周恩来指示中共中央对外联络部负责人：“今后外国兄弟党代表团和个人来华参观时，特别是一些尚在革命时期还未执政的党，多请他们到上杭古田、才溪去看看，看看我们当年艰苦环境下是怎样闹革命的，对他们来说，这个更重要，不要光叫他们参观北京、上海、天津。”
根据周恩来指示精神，1971年7月中共福建省委批准筹建古田会议陈列馆和古田宾馆，陈列馆核定编制40人，负责古田会议会址等五处革命旧址的保护和管理，及古田会议和中共党史文物史料的收集、整理、保管、研究、陈列宣传、观众接待等工作。中共龙岩地委两次召开专门会议研究筹建古田会议陈列馆和古田宾馆的问题，并成立了筹建领导小组和工作班子。筹建领导小组组长为齐光熙（地委书记），组员为许青（地委副书记）、许松茂（地委常委、军分区副政委）、卞达伍（地委常委）、黄滔（上杭县委副书记、后任地委统战部副部长）、刘忠路（上杭县革委会副主任）、李学山（古田公社书记），由黄滔、刘忠路负责日常工作。筹建领导小组下设三个小组，成立三个党支部：秘书组组长、支部书记是刘忠路，基建组组长、支部书记是潘东林（地区基建局局长），陈列组组长、支部书记是黄滔。
在中共福建省委批准中共龙岩地委关于古田会议陈列馆和古田宾馆基建问题的报告后，1971年8月28日，地委派卞达伍先行到古田召集开会，初步安排“两馆”基建工程。1971年9月23日到24日，许青、卞达伍在古田召开有龙岩地区、上杭县、古田公社及有关部门负责人参加的第一次筹建领导小组扩大会议。1972年1月，古田会议陈列馆基建工程动工，1973年12月竣工。1974年10月，古田会议陈列馆正式对外开放。1976年5月，福建省文化局经中共福建省委组织部、宣传部同意，发出闽文〔1976〕55号文件通知：“古田会议纪念馆委托龙岩地区管理，……由地区文化部门主管。”
迄今，古田会议会址景区被列入“全国十二个重点红色旅游景区”、“全国三十条红色旅游精品线”、“全国100个红色旅游经典景区”。“古田会议”被列为“福建省第一政治品牌”及“福建省十大旅游名片”之一。2008年3月31日起，古田会议纪念馆及古田会议旧址群免费开放。
古田会议纪念馆已编辑出版《党建之魂》、《军魂》等20余种著作或资料汇编；拍摄了《胜利从这里开始》、《历史的丰碑——古田会议》及历史文献纪录片《古田会议》等专题片。

## 展览规模
古田会议纪念馆管辖古田会议会址、中共红四军前委机关暨红四军政治部旧址松荫堂、红四军司令部旧址中兴堂、毛泽东《星星之火 可以燎原》写作旧址协成店、中共闽西第一次代表大会会址文昌阁（以上5处是全国重点文物保护单位）、中共闽西特委机关旧址树槐堂（福建省文物保护单位）、中共闽西特委培训班旧址鸿玉堂、苏家坡圳背岩洞、红军哨所旧址文光阁、红军军医处旧址吉兴堂、红军士兵委员会旧址毓公祠、红军标语墙、红军桥（以上7处是上杭县文物保护单位）等13处革命旧址，拥有馆藏文物23000余件（其中2200多件是珍贵文物）。
古田会议陈列馆的基本陈列是《古田会议——我党我军建设史上的里程碑》，分为10个陈列室，展厅面积3200平方米，展线306米长，展览内容分五部分：“一、古田会议召开的历史背景；二、古田会议——建党建军的光辉里程碑；三、《古田会议决议》——建党建军的纲领性文献；四、星星之火可以燎原；五、古田会议永放光芒。”古田会议纪念馆还在各旧址内设有辅助陈列展览。
截至2014年12月底，古田会议纪念馆共接待观众2200余万人次。习近平、张德江、李克强、刘云山等100多位党和国家领导人曾到古田参观视察。古田会议纪念馆先后被授予“全国爱国主义教育示范基地”、“国家AAAA级旅游景区”（2008年获评）、“国家一级博物馆”、“全国廉政教育基地”、“国家公务员特色实践教育基地”等称号。

## 图集

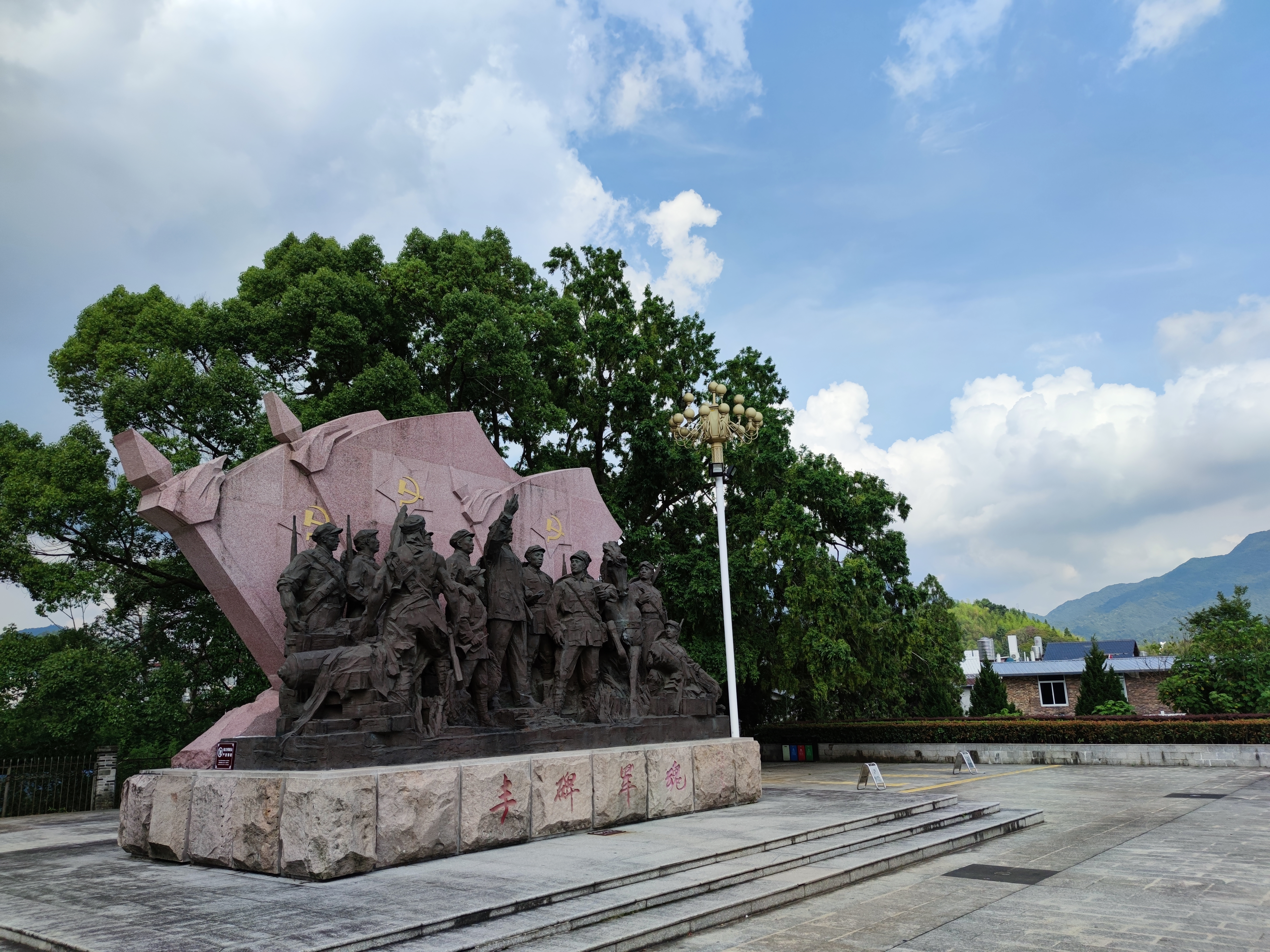
纪念馆门前的“丰碑军魂”雕塑
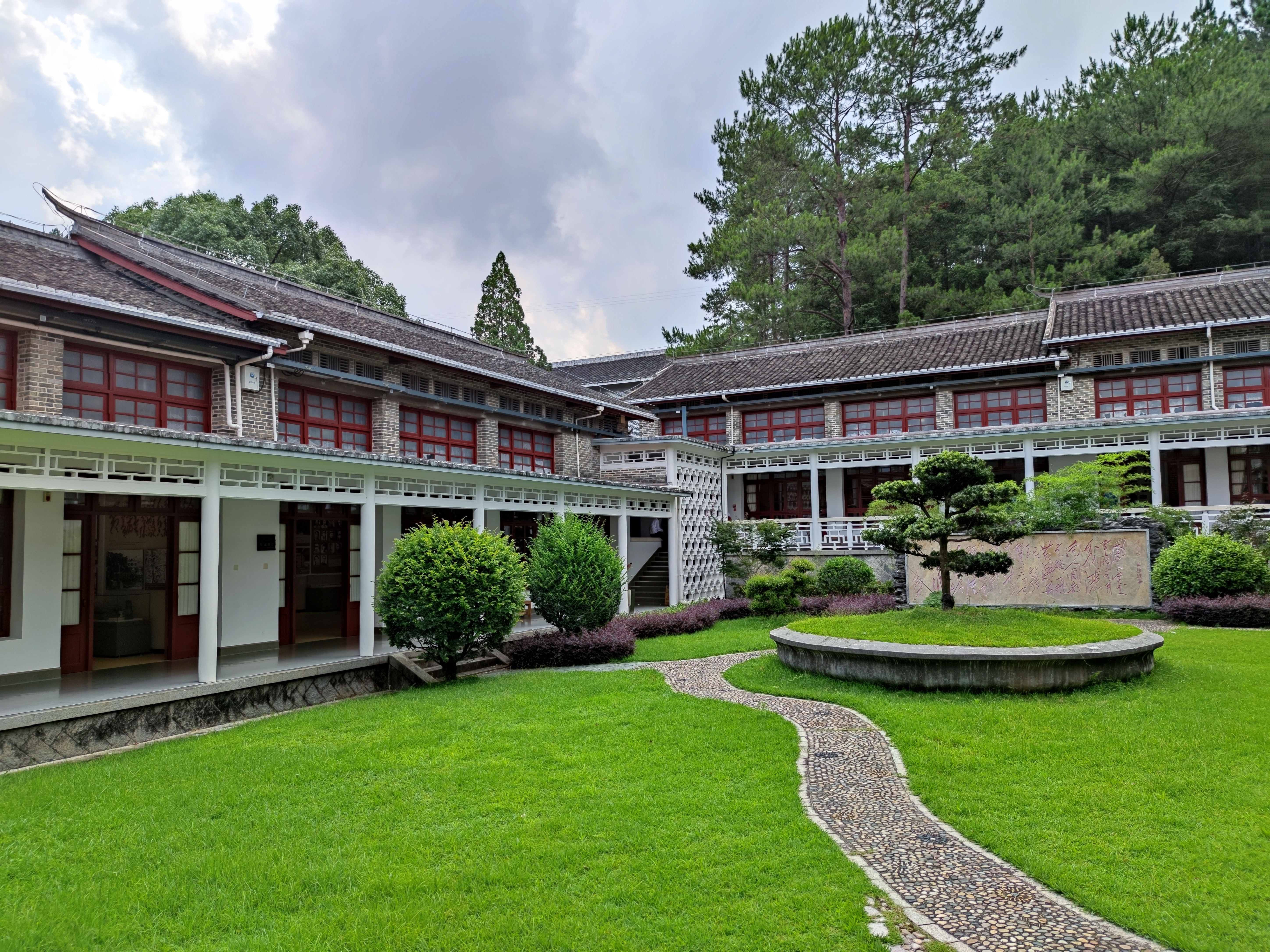
纪念馆的合院式建筑及其中间围成的小院
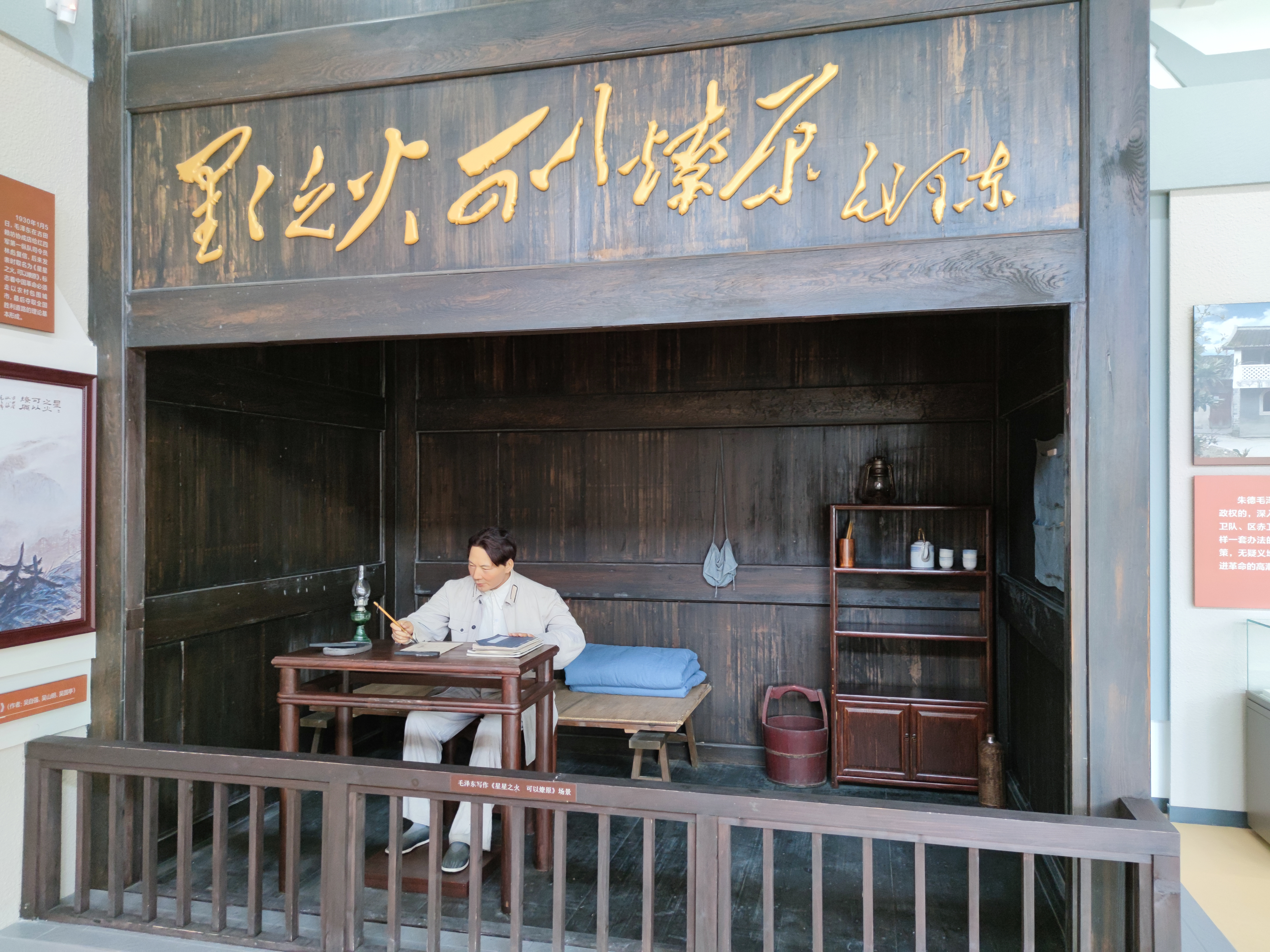
纪念馆内毛泽东撰写《星星之火，可以燎原》的复原塑像
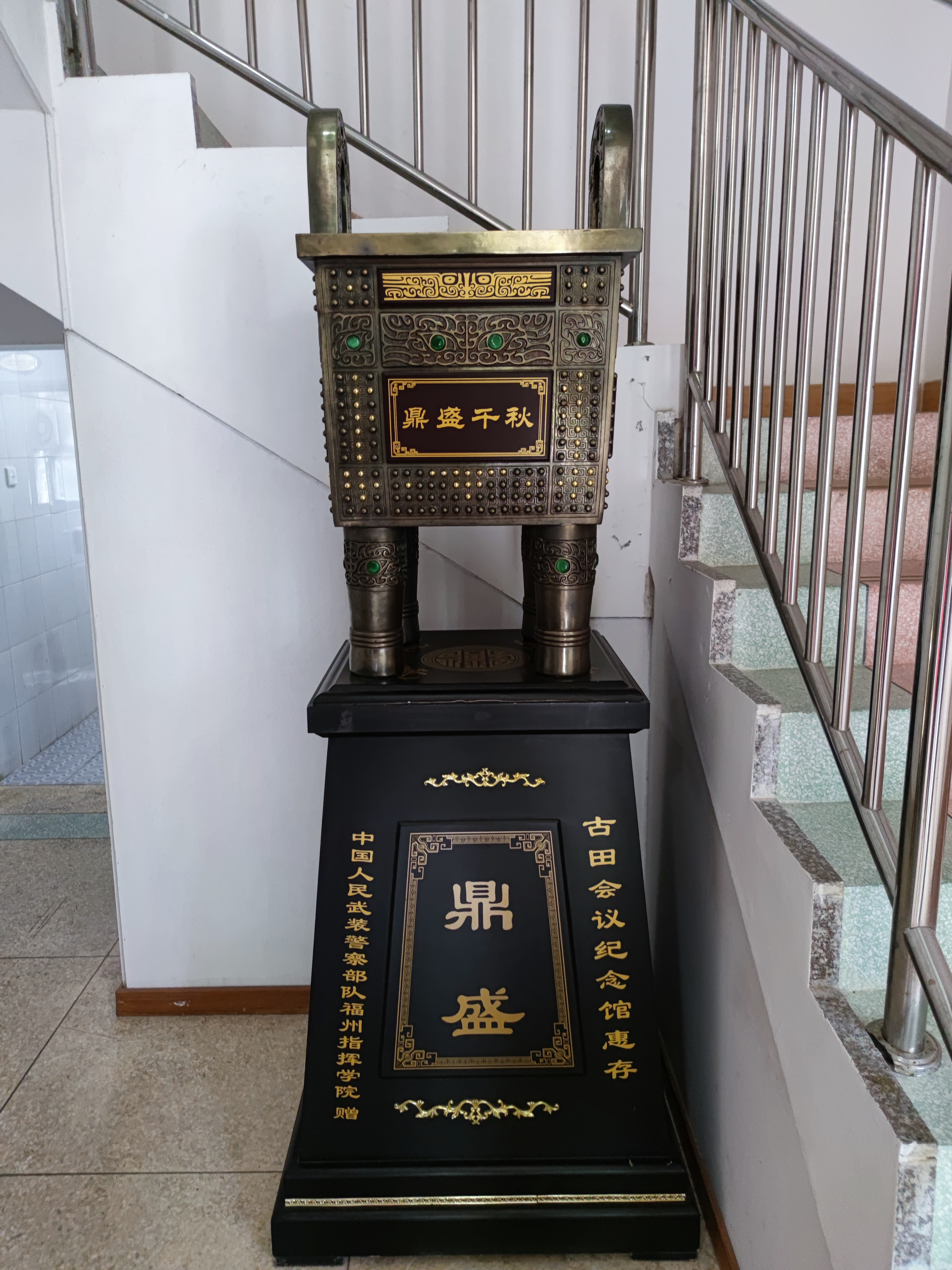
福州武警部队赠送的“鼎盛千秋”模型